# Каритас
„Каритас“ (на латински: Caritas, Милосърдие) е благотворителна неполитическа, независима обществена организация, която е в тясно взаимодействие с Католическата църква.
Основана е през 1897 г. във Фрайбург, Германия и развива своята дейност във всички страни на планетата.
„Каритас“ е най-голямата благотворителна католическа организация в света и втората по големина световна милосърдна организация след „Червения кръст“. В международната федерация „Каритас Интернационалис“ членуват 162 национални организации, въпреки че организацията помага на нуждаещите се в държавите, където липсват структури на Каритас. Всяка година „Каритас“ помага на над 24 000 000 души в над 200 държави и територии. В структурите на организацията са заети 40 000 платени служители и 125 000 доброволци (без да се броят 400 000 служители и 400 000 доброволци в Германия). Окончателно статут на „Каритас“ е затвърден от папа Йоан Павел II на 16 септември 2004 г. в Кастел Гандолфо.
Каритас има оборот от над 5,5 милиарда долара. Президент на „Каритас Интернационалис“ е кардинал Оскар Андрес Родригес Марадиага. В България „Каритас“ съществува от 1993 г. В България контрол над организацията упражнява Междуритуалната епископска конференция в България

## Каритас по света

### Регион „Европа“
- Австрия – Каритас Австрия (на немски: Österreichische Caritaszentrale)
- Азербайджан – Каритас Азербайджан (на азербайджански: Caritas Azərbaycan)
- Албания – Каритас Албания (на албански: Caritas Shqiptar)
- Англия и Уелс
  - Католическа агенция за задморско развитие (на английски: Catholic Agency for Overseas Development)
  - Каритас Англия и Уелс (на английски: Caritas Social Action Network)
- Андора – Каритас Андора (на каталонски: Caritas Andorrana)
- Армения – Каритас Армения (на арменски: Caritas Hayastan)
- Беларус – Каритас Беларус (на беларуски: Каритас Беларусь)
- Белгия
  - Национална организация: Каритас Белгия (на френски: Caritas Secours International Belgique)
  - във Фландрия: Каритас Фландрия (на нидерландски: Caritas Vlaanderen)
  - във Валония и в немско говорещите части: Каритас Валония (на френски: Caritas en Communauté Française et Germanophone)
- Босна и Херцеговина – Каритас Босна и Херцеговина (на босненски: Caritas Bosna i Hercegovina)
- България – Каритас България (на български: Каритас България)
- Ватикан – Каритас Интернационалис (на латински: Caritas Internationalis)
- Германия – Каритас Германия (на немски: Deutscher Caritasverband)
- Грузия – Каритас Грузия (на грузински: Caritas Sakartvelo)
- Гърция – Каритас Гърция (на гръцки: Caritas Hellas)
- Дания – Каритас Дания (на датски: Caritas Danmark)
- Естония – Каритас Естония (на естонски: Eesti Caritas)
- Испания – Каритас Испания (на испански: Caritas Española)
- Ирландия – Каритас Ирландия (на ирландски: Trócaire)
- Исландия – Каритас Исландия (на исландски: Caritas Ísland)
- Италия и  Сан Марино – Каритас Италия (на италиански: Caritas Italiana)
- Казахстан – причислен към регион „Азия“
- Кипър – причислен към регион „Близък изток и Северна Африка“
- Латвия – Каритас Латвия (на латвийски: Caritas Latvija)
- Литва – Каритас Литва (на литовски: Caritas Lietuva)
- Лихтенщайн – Каритас Лихтенщайн (на немски: Caritas Liechtenstein)
- Люксембург – Каритас Люксембург (на люксембургски: Caritas Lëtzebuerg)
- Северна Македония – Каритас Македония (на македонска литературна норма: Каритас Македонија)
- Малта – Каритас Малта (на малтийски: Caritas Malta)
- Молдова – Каритас Молдова (на молдовски: Caritas Moldova)
- Монако – Каритас Монако (на френски: Caritas Monaco)
- Норвегия – Каритас Норвегия (на букмол: Caritas Norge)
- Полша – Каритас Полша (на полски: Caritas Polska)
- Португалия – Каритас Португалия (на португалски: Caritas Portuguesa)
- Румъния – Каритас (на румънски: Confederatia Caritas România)
- Русия
  - Национална организация: Каритас Русия (на руски: Федеральный Каритас России)
  - в европейска Русия: Каритас Европейска Русия (на руски: Каритас европейской части России)
  - в азиатска Русия: Каритас Азиатска Русия (на руски: Каритас азиатской части России)
- Сърбия, Черна гора и Косово – Каритас Сърбия и Черна гора (на сръбски: Caritas Srbije i Crne Gore)
- Словакия – Каритас Словакия (на словашки: Slovenská Katolícka Charita)
- Словения – Каритас Словения (на словенски: Slovenska Karitas)
- Турция – Каритас Турция (на турски: Caritas Türkiye)
- Украйна
  - Каритас Украйна – латински обред (Каритас Спес) (на украински: Карітас Спес – Карітас Католицької Церкви в Україні)
  - Каритас Украйна – източен обред (на украински: Карітас Україна – Карітас грецької Католичної Церкви в Україні)
- Унгария – Каритас Унгария (на унгарски: Katolikus Karitász Hungaricaor)
- Финландия – Каритас Финландия (на фински: Caritas Suomi)
- Франция – Каритас Франция (на френски: Sécours Catholique – Caritas France)
- Нидерландия – Каритас Холандия (на нидерландски: Cordaid)
- Хърватия – Каритас Хърватия (на хърватски: Caritas Hrvatska)
- Чехия – Каритас Чехия (на чешки: Charita Česká republika)
- Шотландия (на английски: Scottish Catholic International Aid Fund – Caritas Scotland)
- Швейцария – Каритас Швейцария (на немски: Caritas Schweiz)
- Швеция – Каритас Швеция(на шведски: Caritas Sverige)

### Регион „Близък изток“ иСеверна Африка"
- Алжир – Каритас Алжир (на френски: Services Caritas des Diocèses d’Algérie – Caritas Algérie)
- Афганистан – липсва постоянна местна структура
- Бахрейн – липсва постоянна местна структура
- Джибути – Каритас Джибути (на френски: Caritas Djibouti)
- Египет – Каритас Египет (на френски: Caritas Égypte)
- Израел и Палестинска автономия – Каритас Йерусалим (на иврит: Caritas Yerushaláyim)
- Ирак – Каритас Ирак (на арабски: Akhuyat el Mahabba)
- Иран – Каритас Иран (на английски: Caritas Irān)
- Йемен – липсва постоянна местна структура
- Йордания – Каритас Йордания (на арабски: Caritas al-Urdunn)
- Катар – липсва постоянна местна структура
- Кипър – Каритас Кипър (на гръцки: Koinonia Caritas)
- Коморски острови – причислен към регион „Африка“
- Кувейт – Каритас Кувейт (на арабски: Caritas al-Kuwayt)
- Либия – Каритас Либия (на арабски: Caritas Lībiyā)
- Ливан – Каритас Ливан (на арабски: Caritas Lubnān)
- Мавритания – Каритас Мавритания (на френски: Caritas Mauritanie)
- Мароко и Западна Сахара – Каритас Мароко (на френски: Caritas Maroc)
- Обединени арабски емирства – липсва постоянна местна структура
- Оман – липсва постоянна местна структура
- Пакистан – причислен към регион „Азия“
- Саудитска Арабия – липсва постоянна местна структура
- Сирия – Каритас Сирия (на френски: Caritas Syrie – Commission Commune de Bienfaisance – C.C.B. Syrie)
- Сомалия – Каритас Сомалия (на арабски: Caritas aṣ-Ṣūmāl)
- Судан – причислен към регион „Африка“
- Тунис – Каритас Тунис (на френски: Services Caritas de la Prélature – Caritas Tunisie)
- Турция – причислен към регион „Европа“

### Регион „Северна Америка“
- Антигуа и Барбуда – причислен към регион „Латинска Америка“
- Барбадос – липсва постоянна местна структура
- Бахамски острови – липсва постоянна местна структура
- Белиз – липсва постоянна местна структура
- Гватемала – причислен към регион „Латинска Америка“
- Гренада – причислен към регион „Латинска Америка“
- Доминика – причислен към регион „Латинска Америка“
- Доминиканска република – причислен към регион „Латинска Америка“
- Канада – Каритас Канада (на английски: Development and Peace – Caritas Canada)
- Коста Рика – причислен към регион „Латинска Америка“
- Куба – причислен към регион „Латинска Америка“
- Мексико – причислен към регион „Латинска Америка“
- Никарагуа – причислен към регион „Латинска Америка“
- Панама – причислен към регион „Латинска Америка“
- Пуерто Рико – причислен към регион „Латинска Америка“
- Салвадор – причислен към регион „Латинска Америка“
- Сейнт Винсент и Гренадини – причислен към регион „Латинска Америка“
- Сейнт Китс и Невис – липсва постоянна местна структура
- Сейнт Лусия – причислен към регион „Латинска Америка“
- САЩ
  - „Католическа американска благотворителност“ (на английски: Catholic Charities USA)
  - „Католическа помощ“ (на английски: Catholic Relief Services – Caritas USA)
  - „Католическа организация за човешко развитие“ (на английски: Catholic Campaign for Human Development (USCC-CCHD) – Caritas USA)
- Тринидад и Тобаго – липсва постоянна местна структура
- Хаити – причислен към регион „Латинска Америка“
- Хондурас – причислен към регион „Латинска Америка“
- Ямайка – липсва постоянна местна структура

### Регион „Латинска Америка“
- Антигуа и Барбуда – Каритас Антили (на английски: Caritas Antilles)
- Аржентина – Каритас Аржентина (на испански: Caritas Argentina)
- Боливия – Каритас Боливия (на испански: Caritas Boliviana)
- Бразилия – Каритас Бразилия (на португалски: Caritas Brasileira)
- Венецуела – Каритас Венецуела на испански: Caritas de Venezuela
- Гватемала – Каритас Гватемала (на испански: Caritas de Guatemala)
- Гвиана – липсва постоянна местна структура
- Гренада – Каритас Антили (на английски: Caritas Antilles)
- Доминика – Каритас Антили (на английски: Caritas Antilles)
- Доминиканска република – Каритас Доминиканска република (на испански: Caritas Dominicana)
- Еквадор – Каритас Еквадор (на испански: SENAPS – Secretariado Nacional de Pastoral Social – Caritas Ecuador)
- Колумбия – Каритас Колумбия (на испански: SNPS – Secretariado Nacional de Pastoral Social – Caritas Colombia)
- Коста Рика – Каритас Коста Рика (на испански: Pastoral Social Caritas Costa Rica)
- Куба – Каритас Куба (на испански: Caritas Cuba)
- Мексико – Каритас Мексико (на испански: CEPS – Caritas Mexicana)
- Никарагуа – Каритас Никарагуа (на испански: Caritas Nicaragua)
- Панама – Каритас Панама (на испански: Pastoral Social – Caritas Panamá)
- Парагвай – Каритас Парагвай (на испански: Pastoral Social Nacional – Caritas Paraguay)
- Перу – Каритас Перу (на испански: Caritas del Peru)
- Пуерто Рико – Каритас Пуерто Рико (на испански: Servicios Sociales Catolicos – Caritas Puerto Rico)
- Салвадор – Каритас Салвадор (на испански: Caritas El Salvador)
- Сейнт Винсент и Гренадини – Каритас Антили (на английски: Caritas Antilles)
- Сейнт Лусия – Каритас Антили (на английски: Caritas Antilles)
- Суринам – липсва постоянна местна структура
- Уругвай – Каритас Уругвай (на испански: Caritas Uruguay)
- Хаити – Каритас Хаити (на френски: Caritas Haïti)
- Хондурас – Каритас Хондурас (на испански: Caritas de Honduras)
- Чили – Каритас Чили (на испански: Caritas Chile)
- Ямайка – липсва постоянна местна структура

### Регион „Океания“
- Австралия – Каритас Австралия (на английски: Caritas Australia)
- Американска Самоа – Каритас Тихоокеански острови (на английски: CEPAC – Comm. for Justice and Development – Caritas Pacific Islands)
- Вануату – Каритас Тихоокеански острови (на английски: CEPAC – Comm. for Justice and Development – Caritas Pacific Islands)
- Гуам – Каритас Тихоокеански острови (на английски: CEPAC – Comm. for Justice and Development – Caritas Pacific Islands)
- Източен Тимор – причислен към регион „Азия“
- Кирибати – Каритас Тихоокеански острови (на английски: CEPAC – Comm. for Justice and Development – Caritas Pacific Islands)
- Маршалови острови – Каритас Тихоокеански острови (на английски: CEPAC – Comm. for Justice and Development – Caritas Pacific Islands)
- Микронезия – Каритас Тихоокеански острови (на английски: CEPAC – Comm. for Justice and Development – Caritas Pacific Islands)
- Науру – Каритас Тихоокеански острови (на английски: CEPAC – Comm. for Justice and Development – Caritas Pacific Islands)
- Нова Зеландия – Каритас Нова Зеландия (на английски: Caritas New Zealand) (на маорски: Caritas Aotearoa)
- Нова Каледония – Каритас Тихоокеански острови (на английски: CEPAC – Comm. for Justice and Development – Caritas Pacific Islands)
- Острови Кук – Каритас Тихоокеански острови (на английски: CEPAC – Comm. for Justice and Development – Caritas Pacific Islands)
- Палау – Каритас Тихоокеански острови (на английски: CEPAC – Comm. for Justice and Development – Caritas Pacific Islands)
- Папуа Нова Гвинея – Каритас Папуа – Нова Гвинея (на английски: Caritas Papua New Guinea)
- Самоа – Каритас Тихоокеански острови (на английски: CEPAC – Comm. for Justice and Development – Caritas Pacific Islands)
- Северни Мариански острови – Каритас Тихоокеански острови (на английски: CEPAC – Comm. for Justice and Development – Caritas Pacific Islands)
- Соломонови острови – Каритас Соломонови острови (на английски: Caritas Solomon Islands)
- Токелау – Каритас Тихоокеански острови (на английски: CEPAC – Comm. for Justice and Development – Caritas Pacific Islands)
- Тонга – Каритас Тонга (на английски: Caritas Tonga (CCJD))
- Тувалу – Каритас Тихоокеански острови (на английски: CEPAC – Comm. for Justice and Development – Caritas Pacific Islands)
- Уолис и Футуна – Каритас Тихоокеански острови (на английски: CEPAC – Comm. for Justice and Development – Caritas Pacific Islands)
- Фиджи – Каритас Тихоокеански острови (на английски: CEPAC – Comm. for Justice and Development – Caritas Pacific Islands)
- Френска Полинезия – Каритас Тихоокеански острови (на английски: CEPAC – Comm. for Justice and Development – Caritas Pacific Islands)

### Регион „Азия“
- Азербайджан – причислен към регион „Европа“
- Армения – причислен към регион „Европа“
- Афганистан – липсва постоянна местна структура
- Бангладеш – Каритас Бангладеш (на английски: Caritas Bangladesh)
- Бруней – липсва постоянна местна структура
- Бутан – липсва постоянна местна структура
- Виетнам – липсва постоянна местна структура
- Грузия – причислен към регион „Европа“
- Източен Тимор – Каритас Източен Тимор (на английски: Caritas East Timor)
- Индия – Каритас Индия (на английски: Caritas India)
- Индонезия – Каритас Индонезия (на английски: Caritas Indonesia)
- Казахстан – Каритас Казахстан (на руски: Каритас Казахстан)
- Камбоджа – Каритас Камбоджа (на английски: Caritas Cambodia)
- Киргизстан – липсва постоянна местна структура
- Китай – липсва постоянна местна структура
- Лаос – липсва постоянна местна структура
- Макао – Каритас Макао (на португалски: Caritas Macau)
- Малайзия – Каритас Малайзия (на английски: Caritas Malaysia – National Office for Human Development)
- Малдиви – липсва постоянна местна структура
- Мианмар – Каритас Мианмар (на английски: Caritas – Karuna Myanmar)
- Монголия – Каритас Монголия (на монголски: Каритас Монгол улс)
- Непал – Каритас Непал (на английски: Caritas Nepal)
- Пакистан – Каритас Пакистан (на английски: Caritas Pakistan)
- Папуа Нова Гвинея – причислен към регион „Океания“
- Русия – причислен към регион „Европа“
- Северна Корея – липсва постоянна местна структура
- Сингапур – Каритас Сингапур (на английски: Caritas Singapore Community Council – Caritas Singapore)
- Таджикистан – Каритас Таджикистан (на руски: Каритас Таджикистан)
- Тайван – Каритас Тайван (на английски: Commission for Social Development – Caritas Taiwan)
- Тайланд – Каритас Тайланд (на английски: Caritas Thailand)
- Туркменистан – липсва постоянна местна структура
- Турция – причислен към регион „Европа“
- Узбекистан – Каритас Узбекистан (на руски: Каритас Узбекистан)
- Филипини – Каритас Филипини (на английски: National Secretariat of Social Action – Caritas Philippines)
- Хонконг – Каритас Хонконг (на английски: Caritas Hong Kong)
- Шри Ланка – Каритас Шри Ланка (на английски: Caritas Sri Lanka – Social Economic Development Centre)
- Южна Корея – Каритас Корея (на английски: Caritas Corea)
- Япония – Каритас Япония (на английски: Caritas Japan)